# Kanton Vercel-Villedieu-le-Camp
Kanton Vercel-Villedieu-le-Camp (francouzsky Canton de Vercel-Villedieu-le-Camp) je francouzský kanton v departementu Doubs v regionu Franche-Comté. Tvoří ho 28 obcí.

## Obce kantonu
- Adam-lès-Vercel
- Athose
- Avoudrey
- Belmont
- Bremondans
- Chasnans
- Chaux-lès-Passavant
- Chevigney-lès-Vercel
- Courtetain-et-Salans
- Épenouse
- Épenoy
- Étalans
- Étray
- Eysson
- Fallerans
- Hautepierre-le-Châtelet
- Longechaux
- Longemaison
- Magny-Châtelard
- Nods
- Orsans
- Passonfontaine
- Rantechaux
- Valdahon
- Vanclans
- Vercel-Villedieu-le-Camp
- Vernierfontaine
- Verrières-du-Grosbois